# Rychnov u Jablonce nad Nisou
Rychnov u Jablonce nad Nisou település Csehországban, Jablonec nad Nisou-i járásban. Rychnov u Jablonce nad Nisou Rádlo, Frýdštejn, Jablonec nad Nisou, Jeřmanice, Hodkovice nad Mohelkou és Pulečný településekkel határos. Lakosainak száma 2865 fő (2024. január 1.).

## Népesség
A település lakosságának változását az alábbi diagram mutatja:
| Lakosok száma | 3052 | 3450 | 3040 | 1858 | 1967 | 2013 | 2746 | 2749 | 2756 | 2865 |
|               | 1869 | 1890 | 1921 | 1950 | 1980 | 2001 | 2017 | 2019 | 2022 | 2024 |